# Turmont
Turmont (lit. Turmantas) – miasteczko na Litwie, w okręgu uciańskim, w rejonie jezioroskim, siedziba gminy, 17 km na wschód od Jeziorosów, w pobliżu granicy z Łotwą. W 2011 roku liczyło 286 mieszkańców.
Znajduje się tu kościół katolicki (kaplica) z pocz. XX wieku, cerkiew z 1933 roku, szkoła podstawowa, poczta i stacja kolejowa Turmont. 

## Historia
Wieś i dwór wzmiankowane w 1789 roku. W 1862 przez miejscowość przebiegła linia kolejowa i powstała tu stacja Kolei Warszawsko-Petersburskiej.
W okresie międzywojennym w latach 1919–1939 miejscowości (miasteczko, zaścianek i stacja kolejowa) znajdowały się w granicach II Rzeczypospolitej. Znajdowała się tu stacja kolejowa na granicy polsko-łotewskiej. W miasteczku była polska szkoła, sąd grodzki, siedziba gminy, rynek i synagoga. W 1927 r. rozpoczęto tu budowę murowanej kaplicy, w 1933 cerkwi. Po wojnie większość Polaków została przymusowo wysiedlona.
Według Powszechnego Spisu Ludności z 1921 roku: stację kolejową zamieszkiwało 18 osób, 4 były wyznania prawosławnego a 14 staroobrzędowego. Jednocześnie wszyscy mieszkańcy zadeklarowali polską przynależność narodową. Były tu 2 budynki mieszkalne. 
W 1931 miasteczko zamieszkane było przez 621 osób, było tu 93 budynki mieszkalne. W zaścianku Turmont mieszkało 31 osób w 5 budynkach.
Wierni należeli do parafii rzymskokatolickiej w Smołwach i prawosławnej w Dryświatach. Miejscowość podlegała pod miejscowy Sąd Grodzki i Okręgowy w Wilnie; mieścił się tu  urząd pocztowy który obsługiwał znaczną część gminy Smołwy.
W 1958 miejscowość otrzymała status osiedla typu miejskiego, a w 1999 miasteczka. W Turmoncie znajduje się siedziba Jezioroskiego Rejonowego Oddziału Związku Polaków na Litwie.